# Nelson Frazier Jr.
Nelson Frazier Jr. (n. 14 februarie 1971, Goldsboro⁠(d), Carolina de Nord, SUA – d. 18 februarie 2014, Memphis, Tennessee, SUA) a fost un wrestler profesionist și actor american, cunoscut sub pseudonimele sale din ring: Nelson Knight, Mabel, Viscera, Big Daddy V și King V. Activitatea sa la World Wrestling Entertainment (WWE) l-a făcut cunoscut publicului larg.

## Cariera sportivă

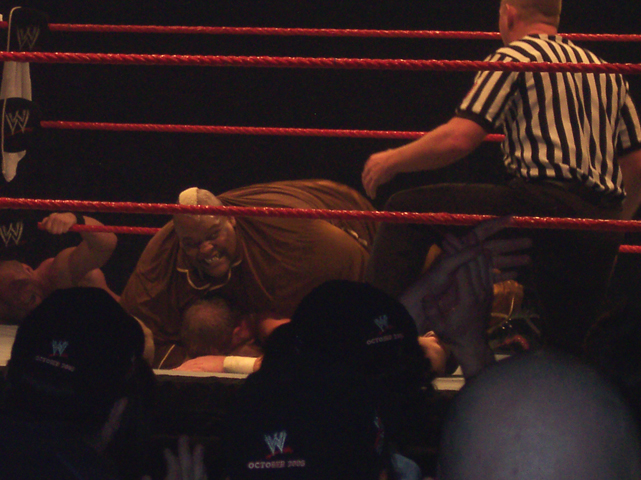
Viscera în timpul unui meci

### Viscera
A început cariera sub numele de Viscera în 1996.

### Big Daddy V
Big Daddy V a venit la WWE Friday Night Smackdown!.

## Statistici
- Al III-lea cel mai greu wrestler din istorie

## Palmares
- Unified Tag-Team Champion, cu Mark Henry
- WWF InterContinental Champion